# 令和6年度全国高等学校総合体育大会
令和6年度全国高等学校総合体育大会（れいわろくねんどぜんこくこうとうがっこうそうごうたいいくたいかい）は、2024年（令和6年）7月から2025年（令和7年）2月にかけて行われる全国高等学校総合体育大会である。
実施34競技のうち、30競技による夏季大会が2024年7月21日 - 8月20日を開催期間として北部九州ブロック4県で27種目、男子サッカーが福島県で、女子サッカーが北海道で、ヨットが和歌山県、冬季大会の4競技が競技種目ごとに下記開催地および開催期間にてそれぞれ実施される。

## 夏季大会
夏季大会は、福岡県を中心とする北部九州で開催される予定。

### 概要
- 愛称：ありがとうを強さに変えて　北部九州総体　2024
- スローガン：「駆け上がれ夢の舞台へ　燃え上がれ若人の魂」
- 総合開会式：久留米アリーナ
- 開催地：福岡県（総合開会式など）、佐賀県、長崎県、大分県、福島県、北海道、和歌山県
- 主催 - 公益財団法人全国高等学校体育連盟
- 共催 - 読売新聞
- 後援 - スポーツ庁、公益財団法人日本スポーツ協会、日本放送協会
- 主管 - 公益財団法人全国高等学校体育連盟競技専門部
- 特別協賛 - 大塚製薬
- 協賛 - JTB・マイナビ・カンコー学生服・日本工学院

### 実施競技・会場一覧[1]
| 都道府県 | 競技名                | 開催期間               | 会場地         | 競技会場                               |
| -------- | --------------------- | ---------------------- | -------------- | -------------------------------------- |
| 福岡県   | 総合開会式            | 7月27日                | 久留米市       | 久留米アリーナ                         |
| 福岡県   | 自転車競技 - トラック | 7月25日 - 7月28日      | 北九州市       | 北九州メディアドーム                   |
| 福岡県   | 陸上競技              | 7月27日 - 8月1日       | 福岡市         | 東平尾公園博多の森陸上競技場           |
| 福岡県   | 体操競技 - 体操       | 7月27日 - 8月1日       | 北九州市       | 北九州市立総合体育館                   |
| 福岡県   | 体操競技 - 新体操     | 7月29日 - 8月1日       | 北九州市       | 北九州市立総合体育館                   |
| 福岡県   | 登山                  | 8月2日 - 5日           | 添田町         | 英彦山山系（英彦山、岳滅鬼山）         |
| 福岡県   | 登山                  | 8月2日 - 5日           | 添田町         | 福岡県立英彦山青年の家（審査・幕営地） |
| 福岡県   | 登山                  | 8月2日 - 5日           | 添田町         | そえだ公民館（開・閉会式）             |
| 福岡県   | バスケットボール      | 8月3日 - 8月9日        | 福岡市         | 照葉積水ハウスアリーナ                 |
| 福岡県   | バスケットボール      | 8月3日 - 8月9日        | 福岡市         | 福岡市民体育館                         |
| 福岡県   | バスケットボール      | 8月3日 - 8月9日        | 福岡市         | アクシオン福岡                         |
| 福岡県   | ハンドボール          | 8月7日 - 8月13日       | 久留米市       | 久留米アリーナ                         |
| 福岡県   | ハンドボール          | 8月7日 - 8月13日       | 久留米市       | 久留米市みづま総合体育館               |
| 福岡県   | ハンドボール          | 8月7日 - 8月13日       | 福岡市         | アクシオン福岡                         |
| 福岡県   | ハンドボール          | 8月7日 - 8月13日       | 福岡市         | 九州産業大学大楠アリーナ2020           |
| 福岡県   | ハンドボール          | 8月7日 - 8月13日       | 大牟田市       | 大牟田市総合体育館                     |
| 佐賀県   | フェンシング          | 7月23日 - 27日         | 佐賀市         | SAGAサンライズパーク SAGAアリーナ      |
| 佐賀県   | 少林寺拳法            | 7月26日 - 28日         | 佐賀市         | SAGAサンライズパーク SAGAプラザ        |
| 佐賀県   | バドミントン          | 7月30日 - 8月4日       | 佐賀市         | SAGAサンライズパーク SAGAアリーナ      |
| 佐賀県   | バドミントン          | 7月30日 - 8月4日       | 佐賀市         | SAGAサンライズパーク SAGAプラザ        |
| 佐賀県   | バドミントン          | 7月30日 - 8月4日       | 佐賀市         | 佐賀市立諸富文化体育館                 |
| 佐賀県   | バドミントン          | 7月30日 - 8月4日       | 吉野ヶ里町     | 吉野ヶ里町文化体育館                   |
| 佐賀県   | ボクシング            | 7月30日 - 8月4日       | 佐賀市         | SAGAサンライズパーク SAGAアリーナ      |
| 佐賀県   | レスリング            | 8月1日 - 4日           | 嬉野市         | 嬉野市中央体育館                       |
| 佐賀県   | 水泳 - 競泳           | 8月17日 - 20日         | 佐賀市         | SAGAサンライズパーク SAGAアクア        |
| 長崎県   | ソフトボール          | - 女子：7月21日 - 25日 | 大村市         | 大村市総合運動公園運動広場             |
| 長崎県   | ソフトボール          | - 女子：7月21日 - 25日 | 大村市         | 大村市体育文化センター（開会式のみ）   |
| 長崎県   | ソフトボール          | 男子：7月25日 - 8月1日 | 大村市         | 大村市総合運動公園運動広場             |
| 長崎県   | ソフトボール          | 男子：7月25日 - 8月1日 | 大村市         | 大村市体育文化センター（開会式のみ）   |
| 長崎県   | ソフトテニス          | - 女子：7月25日 - 28日 | 長崎市         | 長崎市総合運動公園かきどまり庭球場     |
| 長崎県   | ソフトテニス          | 男子：7月29日 - 31日   | 長崎市         | 長崎市総合運動公園かきどまり庭球場     |
| 長崎県   | ホッケー              | 7月26日 - 31日         | 川棚町         | 川棚大崎自然公園交流広場               |
| 長崎県   | ホッケー              | 7月26日 - 31日         | 佐世保市       | 佐世保青少年の天地プレイグラウンド     |
| 長崎県   | ホッケー              | 7月26日 - 31日         | 佐世保市       | 佐世保市総合グラウンド陸上競技場       |
| 長崎県   | ホッケー              | 7月26日 - 31日         | 佐世保市       | アルカスSASEBO（開会式のみ）           |
| 長崎県   | 空手道                | 8月1日 - 4日           | 佐世保市       | 佐世保市体育文化館                     |
| 長崎県   | ウエイトリフティング  | 8月1日 - 5日           | 諫早市         | 諫早市小野体育館                       |
| 長崎県   | ローイング            | 8月2日 - 5日           | 諫早市         | 本明川ボートコース                     |
| 長崎県   | ローイング            | 8月2日 - 5日           | 諫早市         | 諫早市小野体育館（開会式のみ）         |
| 長崎県   | 卓球                  | 8月2日 - 8日           | 大村市         | 大村市体育文化センター                 |
| 長崎県   | 弓道                  | 8月3日 - 6日           | 島原市         | 島原復興アリーナ                       |
| 長崎県   | アーチェリー          | 8月6日 - 7日           | 長崎市         | 長崎市総合運動公園かきどまり陸上競技場 |
| 大分県   | バレーボール          | - 女子：7月25日 - 29日 | 中津市         | ダイハツ九州アリーナ                   |
| 大分県   | バレーボール          | - 女子：7月25日 - 29日 | 中津市         | 中津体育センター                       |
| 大分県   | バレーボール          | - 女子：7月25日 - 29日 | 中津市         | 中津文化会館（開会式のみ）             |
| 大分県   | バレーボール          | - 女子：7月25日 - 29日 | 日田市         | 日田市総合体育館                       |
| 大分県   | バレーボール          | 男子：7月30日 - 8月4日 | 中津市         | ダイハツ九州アリーナ                   |
| 大分県   | バレーボール          | 男子：7月30日 - 8月4日 | 中津市         | 中津体育センター                       |
| 大分県   | バレーボール          | 男子：7月30日 - 8月4日 | 中津市         | 中津文化会館（開会式のみ）             |
| 大分県   | バレーボール          | 男子：7月30日 - 8月4日 | 日田市         | 日田市総合体育館                       |
| 大分県   | なぎなた              | 7月26日 - 29日         | 大分市         | レゾナック武道スポーツセンター         |
| 大分県   | 自転車競技 - ロード   | 7月29日                | 日田市         | オートポリス                           |
| 大分県   | 相撲                  | 7月31日 - 8月2日       | 宇佐市         | 宇佐市総合運動場相撲場                 |
| 大分県   | テニス                | 8月1日 - 8日           | 大分市         | レゾナックテニスコート                 |
| 大分県   | テニス                | 8月1日 - 8日           | 大分市         | 豊後企画テニスコート                   |
| 大分県   | テニス                | 8月1日 - 8日           | 大分市         | J:COMホルトホール大分（開会式のみ）    |
| 大分県   | 剣道                  | 8月3日 - 6日           | 大分市         | レゾナック武道スポーツセンター         |
| 大分県   | カヌー                | 8月5日 - 9日           | 豊後高田市     | 豊後高田市真玉B&G海洋センター          |
| 大分県   | 柔道                  | 8月10日 - 14日         | 大分市         | レゾナック武道スポーツセンター         |
| 大分県   | 水泳 - 水球           | 8月17日 - 20日         | 大分市         | 大分県立大分商業高等学校プール         |
| 大分県   | 水泳 - 飛込           | 8月17日 - 20日         | 別府市         | 別府市営青山プール                     |
| 福島県   | サッカー              | 男子：7月26日 - 8月3日 | 楢葉町、広野町 | Jヴィレッジ                            |
| 福島県   | サッカー              | 男子：7月26日 - 8月3日 | 楢葉町、広野町 | 住鉱エナジーマテリアルNARAHAピッチ     |
| 福島県   | サッカー              | 男子：7月26日 - 8月3日 | 広野町、楢葉町 | Jヴィレッジスタジアム                  |
| 福島県   | サッカー              | 男子：7月26日 - 8月3日 | 広野町、楢葉町 | 広野町サッカー場                       |
| 福島県   | サッカー              | 男子：7月26日 - 8月3日 | いわき市       | ハワイアンズスタジアムいわき           |
| 福島県   | サッカー              | 男子：7月26日 - 8月3日 | いわき市       | アロハフィールド                       |
| 北海道   | サッカー              | 女子：7月29日 - 8月4日 | 室蘭市         | 日鋼室蘭スポーツパーク                 |
| 北海道   | サッカー              | 女子：7月29日 - 8月4日 | 室蘭市         | リーフラスフットボールパーク           |
| 北海道   | サッカー              | 女子：7月29日 - 8月4日 | 室蘭市         | 栗林商会アリーナ（開会式のみ）         |
| 北海道   | サッカー              | 女子：7月29日 - 8月4日 | 伊達市         | 伊達まなびの里サッカー場               |
| 和歌山県 | ヨット                | 8月12日 - 16日         | 和歌山市       | 和歌山セーリングセンター               |

## 冬季大会
令和6年度全国高等学校総合体育大会では、2024年12月から2025年2月にかけてスキー、スケート・アイスホッケー、ラグビーフットボール、駅伝の4競技が冬季大会として開催される。

### スキー大会
スキー大会は、第74回全国高等学校スキー大会として2025年2月に北海道釧路市、名寄市で開催される。スローガンは、「燃やせ魂 目指せ夢 北の大地で勝利を掴み取れ！」。

#### 概要
- 主催：公益財団法人全国高等学校体育連盟、公益財団法人全日本スキー連盟
- 共催：読売新聞社
- 後援：スポーツ庁、公益財団法人日本スポーツ協会、日本放送協会（NHK）
- 主管：公益財団法人全国高等学校体育連盟スキー専門部、北海道高等学校体育連盟、（公財）、北海道スキー連盟、釧路スキー連盟、名寄地方スキー連盟、阿寒湖温泉冬季スポーツ大会実行委員会
- 特別協賛：阿寒湖温泉旅館組合、ＮＰＯ法人阿寒観光協会まちづくり推進機構、 (株)近畿日本ツーリスト、(株)イトイグループホールディングス

#### 実施競技・会場一覧
| 競技名 | 競技名                   | 競技名 | 会場地 | 会場                                                         |
| ------ | ------------------------ | ------ | ------ | ------------------------------------------------------------ |
| スキー | アルペン                 |        | 釧路市 | 国設阿寒湖畔スキー場                                         |
| スキー | クロスカントリー         |        | 名寄市 | なよろ健康の森クロスカントリーコース                         |
| スキー | スペシャルジャンプ       |        | 名寄市 | 名寄ピヤシリシャンツェ                                       |
| スキー | ノルディックコンバインド |        | 名寄市 | なよろ健康の森クロスカントリーコース、名寄ピヤシリシャンツェ |

### スケート・アイスホッケー大会
スケート・アイスホッケー・スピードスケートが2025年1月に岩手県盛岡市、フィギュアスケートが神奈川県横浜市、アイスホッケーが北海道苫小牧市で開催予定。スローガンは、スピードスケートが「氷の舞台 岩手で魅せろ 疾風のごとく」。

#### 概要
- 主催：(公財)全国高等学校体育連盟、(公財)日本スケート連盟、(公財)日本アイスホッケー連盟、岩手県、岩手県教育委員会、盛岡市、盛岡市教育委員会、北海道、北海道教育委員会、苫小牧市、苫小牧市教育委員会
- 共催：読売新聞社
- 後援：スポーツ庁、公益財団法人日本スポーツ協会、日本放送協会、(公財)岩手県スポーツ協会、(公財)盛岡市スポーツ協会、神奈川県、神奈川県教育委員会、神奈川県高等学校体育連盟、(公財)神奈川県スポーツ協会、(公財)北海道スポーツ協会、苫小牧市スポーツ協会
- 主管：(公財)全国高等学校体育連盟スケート専門部、岩手県高等学校体育連盟、岩手県スケート連盟、神奈川県スケート連盟、北海道高等学校体育連盟、(一財)北海道アイスホッケー連盟、苫小牧アイスホッケー連盟

#### 実施競技・会場一覧
| 競技名         | 競技名                           | 会場地   | 会場                       |
| -------------- | -------------------------------- | -------- | -------------------------- |
| スピード       |                                  | 盛岡市   | 盛岡市アイスリンク         |
| フィギュア     |                                  | 横浜市   | KOSE新横浜スケートセンター |
| アイスホッケー |                                  | 苫小牧市 | nepiaアイスアリーナ        |
| アイスホッケー | ダイナックス沼ノ端アイスアリーナ | 苫小牧市 |                            |
| アイスホッケー | 新ときわスケートセンター         | 苫小牧市 |                            |

### ラグビーフットボール大会
ラグビーフットボール大会は、第104回全国高等学校ラグビーフットボール大会として2024年（令和6年）12月27日 - 2025年（令和7年）1月7日に大阪府東大阪市の花園ラグビー場、花園中央公園多目的球技広場で開催される。

### 駅伝大会
駅伝競走大会は、男子第75回女子第36回全国高等学校駅伝競走大会として2024年12月22日に京都府京都市のたけびしスタジアム京都発着、国立京都国際会館（男子）及び室町小前（女子）折り返しコースで開催される。